# Teliomycota
Teliomycota är en division av svampar.
Fylumet innehåller bara klassen Teliomycetes.